# IV Korpus Polowy Luftwaffe
IV Korpus Polowy Luftwaffe (niem. IV. Luftwaffen-Feld-Korps) – jeden z niemieckich korpusów polowych Luftwaffe. Utworzony w trakcie zimy 1942/1943 w południowej części frontu wschodniego. W styczniu 1943 roku przerzucony do Paryża, podlegał Grupie Armijnej Felbera i 19 Armii (Grupa Armii D). W listopadzie 1944 roku został przemianowany w LXXX Korpus Armijny.
Dowódcy:
- generał artylerii przeciwlotniczej Gerhard Hoffmann
- generał lotnictwa Erich Petersen

Jednostki korpuśne:
- 4 Korpuśny Batalion Łączności Luftwaffe
- kompania rozpoznawcza
- 2 Dowództwo Artylerii

Skład w grudniu 1943:
- 326 Dywizja Piechoty
- 338 Dywizja Piechoty

Skład we wrześniu 1944:
- 159 Dywizja Rezerwowa
- 198 Dywizja Piechoty
- 338 Dywizja Piechoty